# Zdzisław Kuksewicz
Zdzisław Kuksewicz (ur. 11 marca 1930 w Grodnie, zm. 9 marca 2019) – polski filozof, znawca filozofii średniowiecznej, profesor zwyczajny, pracownik Instytutu Filozofii i Socjologii PAN, Instytutu Filozofii Uniwersytetu Łódzkiego i Collegium Civitas w Warszawie.

## Życiorys
W 1953 ukończył studia w KUL. W 1973 uzyskał tytuł naukowy profesora zwyczajnego nauk humanistycznych.
W latach 1948–1957 był członkiem ZMP, w latach 1957–1982 należał do PZPR.
Został członkiem komitetu redakcyjnego czasopisma Studia Mediewistyczne.
Odznaczony Złotym Krzyżem Zasługi.

## Prace

### Publikacje książkowe
- Z dziejów filozofii na uniwersytecie krakowskim w XV wieku (1965);
- Awerroizm łaciński XIII wieku (1971);
- Albertyzm i tomizm w XV w. w Krakowie i Kolonii (1973);
- Filozofia średniowieczna jako ideologia (1973);
- Zarys filozofii średniowiecznej (1973);
- Filozofia człowieka.Teoria duszy (1975);
- Zarys filozofii średniowiecznej: filozofia łacińskiego obszaru kulturowego (1979; wiele późniejszych wydań);
- Zarys filozofii średniowiecznej: filozofia bizantyjska, krajów zakaukaskich, słowiańska, arabska i żydowska (1982);
- Średniowieczny awerroizm żydowski (2005).
- De Siger de Brabant a Jacques de Plaisance. La theorie de l'intellect chez les averroistes latins des XIIIe et XIVe siecle.Wroclaw-Varsovie 1968

### Artykuły
Poczynając od:
- Główne źródła „Komentarza do De anima” Jana z Głogowa. „Studia Mediewistyczne”. 4, s. 5-204, 1963.
- Jana z Głogowa koncepcja duszy. „Studia Mediewistyczne”. 6, s. 137-247, 1964.
- Ponad 90 pozycji, po polsku, francusku, angielsku. Publikowane w: Studia Mediewistyczne (Warszawa), Mediaevalia Philo-
- sophica Polonorum (Warszawa), Revue philosophique de Louvain (Louvain Belgia), Medioevo (Italia Padwa), Archiv fur Geschichte der Philosophie (Berlin New York), Textes et Etudes du Moyen Age (Paryż)